# Comuna de Brzyska
Brzyska (polaco: Gmina Brzyska) é uma gminy (comuna) na Polónia, na voivodia de Subcarpácia e no condado de Jasielski. A sede do condado é a cidade de Brzyska.
De acordo com os censos de 2004, a comuna tem 6207 habitantes, com uma densidade 137,5 hab/km².

## Área
Estende-se por uma área de 45,13 km², incluindo:
- área agrícola: 71%
- área florestal: 23%

## Demografia
Dados de 30 de Junho 2004:
|                      | Total   | Total | Mulheres | Mulheres | Homens  | Homens |
| -------------------- | ------- | ----- | -------- | -------- | ------- | ------ |
|                      | pessoas | %     | pessoas  | %        | pessoas | %      |
| População            | 6207    | 100   | 3099     | 49,9     | 3108    | 50,1   |
| Densidade (pop./km²) | 137,5   | 100   | 68,7     | 68,7     | 68,9    | 68,9   |

De acordo com dados de 2002, o rendimento médio per capita ascendia a 1305,64 zł.